# Phillips Idowu
Phillips Olaosebikan Idowu MBE (Londres, 30 de dezembro de 1978) é um ex-atleta britânico, campeão mundial e medalhista olímpico no salto triplo.  
Sua primeira conquista internacional foi a medalha de ouro nos Jogos da Commonwealth de 2006, em Melbourne, depois de uma prata nos Jogos anteriores de Manchester 2002. Em Atenas 2004, sua primeira Olimpíada, queimou todos os três primeiros saltos da final, sendo desclassificado para a rodada final com oito atletas. Em março de 2008 ganhou seu primeiro ouro no cenário global, com um salto de 17,75 no Campeonato Mundial de Atletismo em Pista Coberta de Valência, Espanha.  Seu salto quebrou o recorde britânico indoor, em poder de Jonathan Edwards, recordista mundial da prova, que lhe entregou a medalha de ouro pessoalmente no pódio.
Chegando como favorito para os Jogos de Pequim 2008, para seu desapontamento ficou com a medalha de prata atrás do português Nélson Évora, campeão olímpico. Apesar de uma contusão no início do ano seguinte, venceu a prova no Campeonato Mundial de Atletismo de 2009, em Berlim, com um salto de 17,73, o melhor salto do ano, com a medalha de ouro lhe sendo entregue novamente por Jonathan Edwards.
Conquistou sua melhor marca – 17,81 m – ganhando o ouro no Campeonato Europeu de Atletismo de 2010, em Barcelona. Sua maior decepção na carreira aconteceu nos Jogos de Londres 2012, em casa, quando, com problemas de contusão constantes e sem competir há três meses, nem conseguiu se classificar para a final do salto triplo. Operou a perna no fim do ano, mas não conseguiu mais resultados de expressão, encerrando a carreira em 2014.
Apesar de seu sucesso como triplista, Idowu sofreu diversas críticas da imprensa especializada por sua inconstância no esporte em competições de alto nível. Um atleta capaz de ser campeão mundial num mês e ficar em quinto no mês seguinte num Campeonato Europeu, além do desapontamento geral com seu desempenho nos Jogos de Londres 2012, a única competição global que disputou em casa. Ele conquistou a medalha de ouro em todos as principais competições internacionais que disputou – também foi campeão da Diamond League em 2011  – com exceção da medalha de ouro olímpica.
Famoso por seu jeito irreverente e sua costumeira mudança de cores de cabelo, piercings diversos e vestuário exótico, em 2011 foi outorgado com o título de Membro da Ordem do Império Britânico  (MBE) pela rainha Elizabeth II.